# Lindenmeier Site
Als Lindenmeier Site wird ein archäologischer Fundort im Larimer County, im Norden des US-Bundesstaates Colorado bezeichnet, der als der beste bekannte Nachweis für die prähistorische Folsom-Kultur gilt. Der Fundort auf der Ostflanke der Rocky Mountains liegt etwa 40 km nördlich von Fort Collins im Soapstone Prairie Natural Area.

## Ausgrabungen
Der Fundort wurde 1924 nach einem Erdrutsch durch Kinder (oder nach anderen Überlieferungen durch Sammler prähistorischer Artefakte) auf dem Gelände eines Ranchers namens William Lindenmeier, Jr. entdeckt. Von 1934 bis 1940 wurde er durch Frank Roberts, Jr. von der Smithsonian Institution ausgegraben, aber erst 1978 angemessen publiziert, gemeinsam mit der Publikation von neuen Untersuchungen der damaligen Funde durch Edwin N. Wilmsen 1973/74. Am 20. Januar 1961 wurde der Fundort als National Historic Landmark ausgewiesen und 2004 von der Stadtverwaltung von Fort Collins zusammen mit der Umgebung angekauft. 2006 fanden neue Untersuchungen statt.
Die Funde umfassen Werkzeuge, Feuerstellen, Speisereste und die Spuren von Steinbearbeitung und deuten auf einen viel benutzten Wohnplatz der Paläoindianischen Jäger und Sammler hin. Unter den Werkzeugen waren neben Schabern, Klingen aus Abschlägen, Nadeln und Ahlen vor allem die für die Folsom-Kultur charakteristischen Projektilspitzen mit langen Flächenretuschen. Über mehrere Generationen müssen sich Menschen regelmäßig an einem verlandenden See aufgehalten haben und auf Bisons gewartet haben, auf deren Jagd ihre Kultur basierte. Durch 14C-Datierungen konnten die ältesten Folsom-Funde auf 10.800 Before Present (~8850 v. Chr.) bestimmt werden, sie gehören damit dem Anfang der Kultur an. Schon vorher (um 11.000 B.P.) war der Ort von Angehörigen der vorausgegangenen Clovis-Kultur besucht worden, um 5000 B.P. lebten hier auch Menschen der Archaischen Periode.